# 孔色乡
孔色乡，是中华人民共和国四川省甘孜藏族自治州道孚县下辖的一个乡镇级行政单位。

## 行政区划
孔色乡下辖以下地区：
金卡村、克郎村、麻湾村、约威村、瓦依村、亚拖村、倡孜村、格勒村、若斯拉村、大寨村和呷拉村。